# M85機関銃
M85機関銃（M85きかんじゅう、英語: Machine Gun, Cal .50, Fixed, M85：50口径固定式機関銃 M85）は、アメリカ合衆国で開発された車両搭載用重機関銃である。

## 概要
空冷式のショートリコイル式反動利用作動機構を持つ弾帯給弾式機関銃で、車両搭載重機関銃であるブローニング M2の後継として開発され、特に装甲戦闘車両の小砲塔（銃塔）に搭載するために開発された。また、同じくM2重機関銃が用いられている、ヘリコプターを始めとした航空機、および艦艇用の搭載機関銃を更新するものとしても導入が予定されていた。
アメリカ軍が1933年に完成させたM2 .50口径(12.7mm)重機関銃はその威力と信頼性の高さで対物・対装甲・対空と広く用いられた傑作機関銃となったが、対空用としては発射速度が低いことや、機関部の全長が大きいために車両搭載用としては嵩張ることなどの不満点もあり、アメリカ軍は1950年代に入るとこれらの点を改良した後継の重機関銃の開発に着手した。1951年より開始された計画では、M2重機関銃の航空機搭載発展型であるAN/M3を基にした発展型のT42、“リボルバーカノン”方式の航空機関砲であるT74 20mm機関砲を.50口径にスケールダウンしたT164、M2の設計に則りつつ機関部の短縮や発射速度向上の改良を加えたT175およびT176といった各種の新型.50口径機関銃が開発されたが、T175以外はいずれも性能面での問題があるとされ、1956年にはT175が次期.50口径重機関銃として採用された。
T175は1952年より開発が開始されていたもので、M2とは弾帯からの給弾方向を変更する（M2は後方に引き抜く方式だが、T175は前方に押し出す方式になっている）ことで機関部の全長を短くする設計としている。また、発射速度抑制装置（レートリデューサー；rate reducer.）を備えており、これにより発射速度は対空目標向けの1,000–1,100発/分と対地目標向けの400-500発/分とに切り替えられるようになっていた。
なお、車載もしくは航空機搭載を前提として発射機構は電磁（ソレノイド）式による遠隔操作が基本となっており、手動トリガーと装填レバーはチェーンを介してU字型のハンドルを引く方式で、M2のように三脚架に架装して歩兵が使うことを前提としていないのが特徴である（直接照準器も装備されていない）。
実用試験の結果、油圧式の速度抑制装置は寒冷地での試験で作動不良を多発させたため、機械式に変更したものが1955年11月には“T175E1”として完成し、更に、1958年に行われた試験において給弾時の不良の発生頻度が高いことから弾帯と送弾機構を再設計した改良型、“T175E2”が1959年に完成、これが同年に“M85”として制式採用された。
こうしてM2重機関銃に替わるものとして開発・採用されたM85であったが、M2に比べて小型軽量であることや銃身の交換が容易で交換後の調整が不要な点は高く評価されたものの、使用弾薬が同一であるにもかかわらず既存のM2と弾帯の互換性がない（弾帯から弾薬を抽出する方向が異なっているため、M2用のM2 / M9弾帯はM85では使用できず、M85用のM15弾帯はM2では使用できない）ことが問題になった。また、速度抑制装置は作動の信頼性に難がある上、射速が射撃中に勝手に切り替わってしまう不良が多発し、この不良が発生すると高い確率で内部機構が破損することも問題になった。
M85は少なくとも車載／機載および艦載用のM2を全て代換し、三脚搭載型の地上用も開発されて歩兵用のM2も順次更新する計画であったが、上述のように構造が複雑で信頼性が低く、実用性に難があり、M2重機関銃に代わることはできなかった。1968年から1972年にかけて2,100基以上が製造されたものの、当初の目的であった車載用としてはM60パットン戦車とその派生型、およびAAV7水陸両用装甲兵員輸送車に搭載されたのみである。

## 派生型
T175
原型。
T175E1
作動補助機構を油圧式から機械式に変更した2次原型。
T175E2
改良された弾帯に対応するため装弾機構を再設計した3次原型。制式採用されM85となる。
M85
基本型。
M85C
スペード式グリップと手動トリガー、直接照準器を装備した地上型。三脚に架装して、地上設置型の重機関銃として運用できるようになっている。
XL17E1/XL17E2
M85をイギリス軍がテストした際の名称。
スポッティングライフルとしての装備が検討されたが、採用はなされなかった。

## 登場作品
『こちら葛飾区亀有公園前派出所』
単行本2巻「敵もさるもの!!の巻」にて中川圭一が使用。
『平和への弾痕』
分隊の切り札としてマクラーレンが使用。M16自動小銃の銃弾では貫通できない大型冷蔵庫を盾にしていたベトコンを、M85の連射で冷蔵庫ごと粉砕する。劇中では「2台の軍用トラックをぶち抜く」威力を持つと説明されていた。